# 東京都交通局700型電車
東京都交通局700型電車（日语：／ Tōkyōto kōtsūkyoku 700-gata densha */?）為東京都交通局（东京都电车）的一款有轨电车，现在已经退出运营。

## 慨要
700型于1942年由木南车辆制造负责制造，共20辆。与1200型同样拥有「半流线型」车头，是首批10m长度级的电车。侧面的车窗首次扩大，被称为第二次世界大战结束前最具有现代化的车体。本款电车首次配备2个方向幕，左侧用来显示「急行」、「满员」等信息，右侧用来显示系统编号。
为防止700型在运行时产生较大噪音，转向架采用了新式的D-13型空气弹簧转向架。

## 使用情况
700型的全部编号为701-720，最初配属于广尾车库和目黑车库，1942年将列车由目黑车库改为配属至锦糸堀车库。电车在第二次世界大战期间因战乱损失8辆，广尾车库内仅存留2辆，之后残存的2辆转移至早稻田车库。1948年又有3辆电车修复完成，使得剩余的在籍编号为701-715。1949年后全部转移至三田车库，运行于3系统的品川站前-饭田桥。最终列车在3系统废止前的1965年-1966年全部停用。